# 堡状高积云
堡状高积云（学名：Altocumulus castellanus，缩写： Ac cas )，是高积云的一种。堡状高积云的云体形似炮塔，垂直向上发展自一片共同的云底。这些上升的云体排列成线，使整体呈现锯齿状。堡状层积云的垂直高度有时会大于水平宽度。在从云体的两侧观察时，堡状层积云的特征非常明显。堡状层积云的出现表面其所处的大气区域的不稳定，当其发展得垂直高度较大时，可以转化成高积云性浓积云；在其上部变得平滑、呈现纤维状或出现纹理，又或出现雷电、暴雨及冰雹天气时，表明其转化为了高积云性积雨云。